# Вихревский сельсовет
Вихревский сельсовет — упразднённая административно-территориальная единица, существовавшая на территории Московской губернии и Московской области до 1939 года.
Вихревский сельсовет возник в первые годы советской власти. По данным 1918 года он входил в состав Сергиевской волости Дмитровского уезда Московской губернии.
13 октября 1919 года Сергиевская волость вошла в Сергиевский уезд.
По данным 1926 года в состав сельсовета входили 7 населённых пунктов — Вихрево, Дедушково, Ерёмино, Коськово, Кредово, Охотино и Степурино, а также 1 хутор.
В 1929 году Вихревский с/с был отнесён к Сергиевскому (с 1930 — Загорскому) району Московского округа Московской области.
17 июля 1939 года Вихревский с/с был упразднён. При этом все его населённые пункты (Вихрево, Варавино, Высоково, Крядово и Степурино) вошли в состав Торгашинского с/с.